# Осница (приток Пагубы)
Осница — река в России, протекает по Лужскому району Ленинградской области и Плюсскому району Псковской области. Устье реки находится в 21 км от устья Пагубы по левому берегу. Длина реки составляет 16 км.
На берегах реки стоят деревни Старые Полицы и Новые Полицы Серебрянского сельского поселения Лужского района.

## Данные водного реестра
По данным государственного водного реестра России относится к Балтийскому бассейновому округу, водохозяйственный участок реки — Нарва. Относится к речному бассейну реки Нарва (российская часть бассейна).
Код объекта в государственном водном реестре — 01030000412102000026871.